# Bilinguisme passif
Un bilingue passif, ou bilingue réceptif, est une personne qui comprend et lit une ou plusieurs langues sans les écrire ou les parler,. Un bilingue actif ou productif comprend et parle deux ou plusieurs langues.
Ce terme n'est pas très heureux, la compréhension d'une langue n'étant pas une opération passive. Sans rentrer dans le détail de la classification des différents bilinguismes existants, il est nécessaire de rappeler qu'une personne qui comprend deux langues et n'en parle qu'une seule est considérée comme étant bilingue, passif certes, mais bilingue. Son bilinguisme n'est pas effectif, mais les retours de terrain montrent qu'en contexte monolingue les personnes bilingues passives peuvent pouvoir parler une langue bien qu'ils refusent à l'utiliser.  

## Classification
Le bilinguisme passif est souvent présent dans différents contextes:
- Chez les enfants issues de l'immigration dont les parents parlent une langue autre que la langue officielle du pays d'accueil : les enfants à New York ayant des parents haïtiens issus de l'immigration[4].
- Dans des zones où la langue officielle enseignée est différente de la majorité de la population : l'indonésien, ou Bahasa, est la langue officielle des 85 millions de Javanais, et on retrouve de nombreux bilingues passifs dans les milieux ruraux.
- Dans un contexte professionnel 
  - où l'auditoire doit comprendre la langue dominante: les réunions de grandes entreprises se font souvent en anglais dans un conseil d'administration ou devant un auditoire d'actionnaires.
  - où les employés dans l'administration doivent comprendre leur interlocuteur : au Canada, certains métiers demandent aux employés d'être au minimum des bilingues passifs français ou anglais afin de comprendre les citoyens dans la langue de leur choix.
- Dans un contexte étudiant : l'Université McGill est l'une des trois universités de langue anglaise au Québec et exige que tous les étudiants soient des « bilingues passifs », ce qui signifie que chaque élève doit être en mesure de comprendre le français écrit et parlé. En effet, le français peut y être utilisé à tout moment dans un cours.

## Pays basque

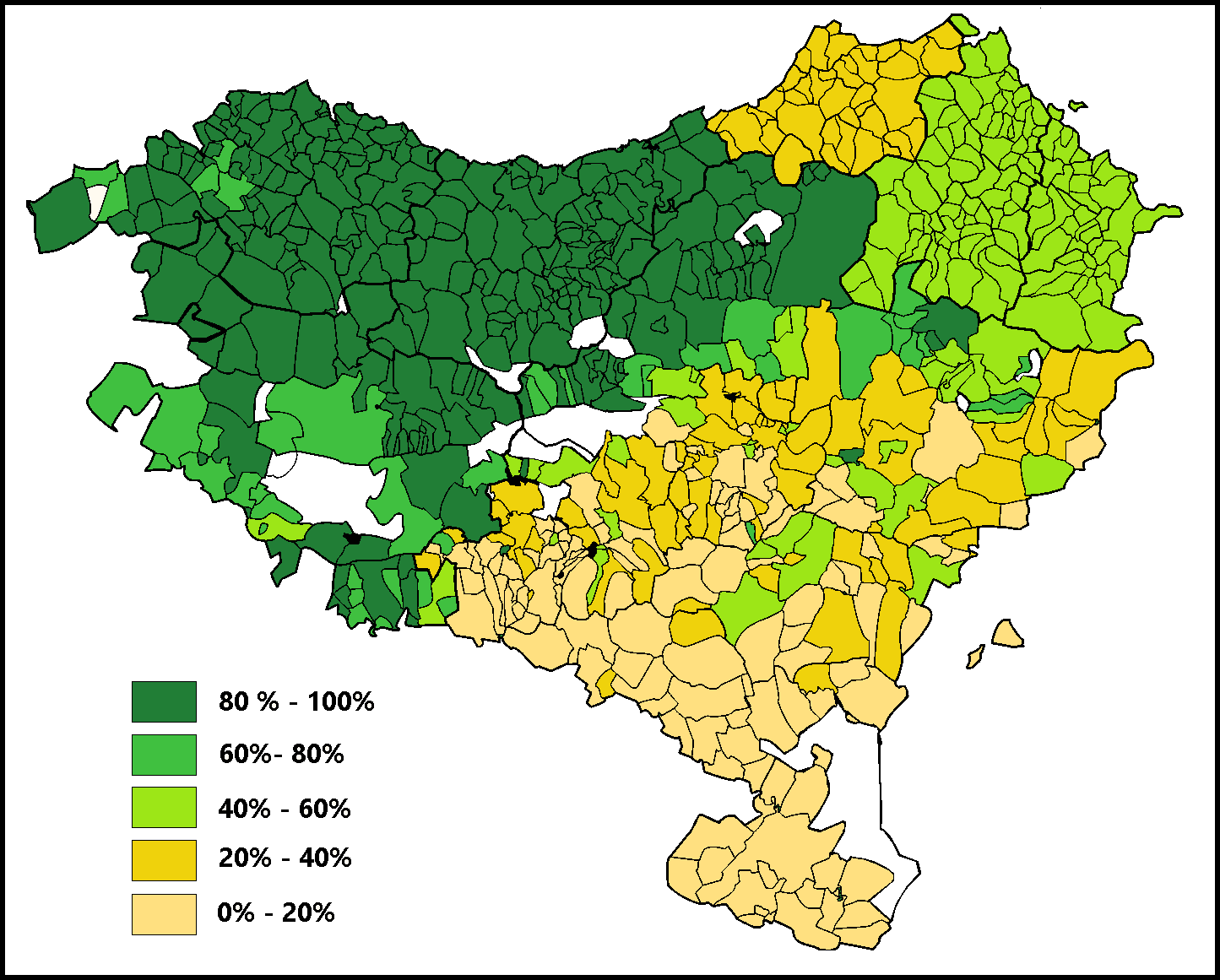
Bilingues réceptifs chez les 35 ans et moins en 2011 au Pays basque.

Dans la Communauté autonome du Pays basque, plus de 84.4 % des élèves suivent toute leur scolarité en basque, et la plupart des élèves a comme première langue l'espagnol. Cela entraine le bilingue passif a devenir un bilingue productif à long terme. Par exemple, si une personne passe toute sa scolarité en basque mais ne parle qu'espagnol en restant à Bilbao, si cette dernière déménage à Lekeitio pour y vivre, elle devient facilement une personne bilingue actif. Les bilingues passifs représentent 16.7 % de la population de tout le Pays basque et se retrouve surtout dans les grands centres urbains. Au Pays basque français, 20.5 % des habitants sont bilingues bascophones, 9.3 % bilingues réceptifs et 70.1 non-bascophones.

### Statistiques

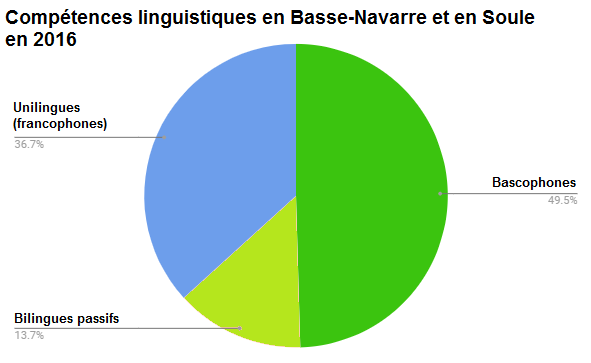
En 2016, la proportion de bascophones était de 63.2 % avec 13.7 % de bilingues passifs pour l'ensemble de la Basse-Navarre et la Soule.
Langue maternelle basque: 49.5%
Bilingues passifs: 13.7%
Unilingues (francophones): 36.7%

Pour l'ensemble du Pays basque, en 2016, où presque 100 % des locuteurs bascophones sont bilingues ; ils sont catégorisés en bilingues actifs avec 751 500 personnes (langue maternelle) et 434 000 bilingues passifs chez les 16 ans et plus.
| Pourcentage de bilingues passifs en 2016 par province |                         |                          |                 |
| Provinces                                             | Bilingues actifs (1997) | Bilingues passifs (1997) | Total (1997)    |
| Pays basque                                           | 30.6 % (22.5 %)         | 16.7 % (14.5 %)          | 47.3 % (37 %)   |
| Biscaye                                               | 30.3 %                  | 20.8 %                   | 51.1 %          |
| Guipuscoa                                             | 52.7 %                  | 16.7 %                   | 69.4 %          |
| Alava                                                 | 22.9 %                  | 19.5 %                   | 43.4 %          |
| Navarre                                               | 12.9 % (9.6 %)          | 10.3 % (9.8 %)           | 23.1 % (19.4 %) |
| Labourd                                               | 16.1 %                  | 8.8 %                    | 24.9 %          |
| Basse-Navarre et Soule                                | 49.5 %                  | 13.7 %                   | 63.2 %          |

## Canada
Au Canada, le français et l'anglais sont les deux langues officielles, et certaines fonctions gouvernementales demandent aux employés d'être bilingues passifs et au moins comprendre leur interlocuteur lors de réunions. Les institutions fédérales encouragent le « bilinguisme réceptif » en embauchant des personnes qui démontrent des aptitudes générales pour suivre des conversations et lire des documents dans leur seconde langue officielle ou en offrant et en encourageant les employés à participer à une formation linguistique de base pour atteindre ce niveau de compréhension.

## Articles externes
- Glossaire du bilinguisme
- Qu’est ce que le bilinguisme ?